# Championnat de Guadeloupe de football 2014-2015
Navigation
Saison précédente Saison suivante
La saison 2014-2015 du Championnat de Guadeloupe de football est la soixante-et-unième édition de la première division en Guadeloupe, nommée Division d'Honneur. Les quatorze formations de l'élite sont réunies au sein d'une poule unique où elles s'affrontent deux fois au cours de la saison. Les deux derniers du classement sont relégués et remplacés par les deux meilleurs clubs de seconde division à l'issue de la saison.
C'est le Club Sportif Moulien, double tenant du titre, qui remporte à nouveau la compétition cette saison après avoir terminé en tête du classement final, avec cinq points d’avance sur La Gauloise de Basse-Terre et six sur L'Étoile de Morne-à-l'Eau. Il s’agit du dixième titre de champion de Guadeloupe de l'histoire du club.

## Qualifications continentales
Les deux premiers du classement final se qualifient pour la phase de poules de la CFU Club Championship 2016.

## Les clubs participants
- Unité Sainte Rosienne
- Club Sportif Moulien
- Racing Club de Basse-Terre
- Arsenal Petit-Bourg - Promu de Promotion d'Honneur régionale
- Club Amical Marquisat
- La Gauloise de Basse-Terre
- AS Le Gosier
- Red Star Pointe-à-Pitre
- Juventus Sainte-Anne
- L'Étoile de Morne-à-l'Eau
- Phare du Canal - Promu de Promotion d'Honneur régionale
- Siroco Les Abymes
- Solidarité Scolaire de Baie-Mahault - Promu de Promotion d'Honneur régionale
- US Baie-Mahault

## Compétition
Le barème de points servant à établir le classement se décompose ainsi :
- Victoire : 4 points
- Match nul : 2 points
- Défaite : 1 point

### Classement
| Rang | Équipe                               | Pts | J  | G  | N  | P  | Bp | Bc | Diff |
| ---- | ------------------------------------ | --- | -- | -- | -- | -- | -- | -- | ---- |
| 1    | Club Sportif MoulienT                | 84  | 26 | 18 | 4  | 4  | 50 | 16 | +34  |
| 2    | La Gauloise de Basse-Terre           | 79  | 26 | 15 | 8  | 3  | 47 | 15 | +32  |
| 3    | L'Étoile de Morne-à-l'EauC -1        | 78  | 26 | 15 | 8  | 3  | 40 | 10 | +30  |
| 4    | Siroco Les Abymes                    | 70  | 26 | 11 | 11 | 4  | 33 | 16 | +17  |
| 5    | Unité Sainte Rosienne                | 70  | 26 | 13 | 5  | 8  | 27 | 21 | +6   |
| 6    | Arsenal Petit-BourgP                 | 63  | 26 | 10 | 7  | 9  | 30 | 24 | +6   |
| 7    | US Baie-Mahault                      | 59  | 26 | 10 | 3  | 13 | 33 | 37 | -4   |
| 8    | Solidarité Scolaire de Baie-MahaultP | 58  | 26 | 8  | 8  | 10 | 29 | 35 | -6   |
| 9    | Juventus Sainte-Anne                 | 56  | 26 | 7  | 9  | 10 | 21 | 25 | -4   |
| 10   | Phare du CanalP                      | 53  | 26 | 7  | 6  | 13 | 21 | 39 | -18  |
| 11   | Club Amical Marquisat                | 52  | 26 | 7  | 5  | 14 | 20 | 37 | -17  |
| 12   | Red Star Pointe-à-Pitre -1           | 51  | 26 | 6  | 8  | 12 | 21 | 37 | -16  |
| 13   | AS Le Gosier                         | 44  | 26 | 3  | 9  | 14 | 14 | 46 | -32  |
| 14   | Racing Club de Basse-Terre           | 43  | 26 | 4  | 5  | 17 | 15 | 43 | -28  |

|  | Qualification pour la CFU Club Championship 2016                                                       |
|  | Relégation en deuxième division                                                                        |
|  | T : Tenant du titre C : Vainqueur de la Coupe de Guadeloupe P : Promu de Promotion d'Honneur régionale |

## Bilan de la saison
| Championnat de Guadeloupe de football 2014-2015 |                                  |
| Champion                                        | Club Sportif Moulien (10e titre) |
| Coupes et trophées                              |                                  |
| Vainqueur de la Coupe de Guadeloupe 2014-2015   | L'Étoile de Morne-à-l'Eau        |
| Qualifications continentales                    |                                  |
| CFU Club Championship 2016                      | Club Sportif Moulien             |
| CFU Club Championship 2016                      | La Gauloise de Basse-Terre       |
| Promotions et relégations                       |                                  |
| Promus en Division d'Honneur                    | AO Gourbeyrienne                 |
| Promus en Division d'Honneur                    | Amical Club Grand-Bourg          |
| Relégués en Promotion d'Honneur régionale       | AS Le Gosier                     |
| Relégués en Promotion d'Honneur régionale       | Racing Club de Basse-Terre       |